# Macrocerca leopoldi
Macrocerca leopoldi är en kackerlacksart som beskrevs av Hanitsch 1930. Macrocerca leopoldi ingår i släktet Macrocerca och familjen storkackerlackor. Inga underarter finns listade i Catalogue of Life.